# Елизиум (филм)
„Елизиум“ (на английски: Elysium) е американски екшън-трилър със сценарист и режисьор Нийл Бломкамп. Главните роли се изпълняват от Мат Деймън и Джоди Фостър. Премиерата му се състои на 9 август 2013 г.

## Сюжет
Действието се развива през 22 век на опустошената Земя, както и на луксозен космически хабитат, наречен Елизиум. Филмът набляга на политически и социологически теми като имиграцията, пренаселването, трансхуманизма, здравеопазването, експлоатацията и проблемите с класите.

## Актьорски състав
| Актьор             | Роля                                                   |
| ------------------ | ------------------------------------------------------ |
| Мат Деймън         | Макс Да Коста – бивш престъпник                        |
| Максуел Пери Котон | млад Макс                                              |
| Джоди Фостър       | Джесика Делакор – министърът на отбраната              |
| Алис Брага         | Фрей Сантяго – медицинска сестра и самотна майка       |
| Валентина Хирон    | млада Фрей                                             |
| Шарлто Копли       | Крюгер – агент за черни операции                       |
| Диего Луна         | Хулио – най-добрият приятел на Макс                    |
| Вагнер Мура        | Спайдър – хакер                                        |
| Уилям Фиктнър      | Джон Карлайл – главен директор на Armadyne Corp        |
| Брандън Аурет      | Дрейк – един от войниците на Крюгер.                   |
| Джош Блекър        | Кроу – един от войниците на Крюгер.                    |
| Фаран Тахир        | президент Пател – лидер на Елизиум                     |
| Ема Трембле        | Матилда Сантяго – дъщерята на Фрей, която умира от рак |
| Хосе Пабло Кантило | Сандро – един от хакерите на Спайдър                   |
| Ейдриън Холмс      | Мануел                                                 |
| Джаред Кизо        | Рико                                                   |